# Derivada segona

La derivada segona d'una funció quadràtica és una constant.

En càlcul, la derivada segona d'una funció ƒ és la derivada de la derivada de ƒ. A grans trets, la derivada segona mesura com canvia la taxa de variació d'una quantitat; per exemple, la segona derivada de la posició d'un vehicle respecte a temps és l'acceleració instantània del vehicle, o la raó a què la velocitat del vehicle està canviant.
Sobre la gràfica d'una funció, la segona derivada correspon a la curvatura o concavitat de la gràfica. La gràfica d'una funció amb derivada segona positiva es corba cap amunt, mentre la gràfica d'una funció amb derivada segona negativa es corba cap avall.

## Notació
La derivada segona d'una funció {\displaystyle f(x)\!} es nota normalment {\displaystyle f''(x)\!}. És a dir:
{\displaystyle f''=(f')'\!}
En fer servir la Notació de Leibniz per a derivades, la derivada segona d'una variable dependent y respecte a una variable independent x s'escriu
{\displaystyle {\frac {d^{2}y}{dx^{2}}}.}
Aquesta notació s'obté de la fórmula següent:
{\displaystyle {\frac {d^{2}y}{dx^{2}}}\,=\,{\frac {d}{dx}}\left({\frac {dy}{dx}}\right).}

## Exemple
Donada la funció
{\displaystyle f(x)=x^{3},\!}
la derivada de ƒ és la funció
{\displaystyle f'(x)=3x^{2}.\!}
La derivada segona de ƒ és la derivada de ƒ′, és a dir
{\displaystyle f''(x)=6x.\!}

## Relació amb la gràfica

La gràfica de des de fins a. La recta tangent és blava on la corba és convexa, verda on la corba és còncava, i vermella als punts d'inflexió (,, i).

### Concavitat
La segona derivada d'una funció ƒ mesura la concavitat de la gràfica de ƒ. Una funció tal que la seva derivada segona és positiva serà convexa, cosa que vol dir que la recta tangent quedarà per sota el gràfic de la funció. De forma Similar, una funció tal que la seva derivada segona sigui negativa serà còncava, i les seves rectes tangents quedaran per damunt del gràfic de la funció.

### Punts d'inflexió
Si la derivada segona d'una funció canvia de signe, el gràfic de la funció canviarà de còncava a convexa, o viceversa. Un punt on això ocorre s'anomena un punt d'inflexió. Suposant que la derivada segona sigui continua, ha de prendre un valor zero en qualsevol punt d'inflexió, encara que no tots els punts on la derivada segona és zero són necessàriament punts d'inflexió.

### Test de la derivada segona
La relació entre la segona derivada i el gràfic es pot fer servir per provar si un punt estacionari d'una funció (i.e. un punt on {\displaystyle f'(x)=0\!}) és un màxim local o un mínim local. Específicament
- Si {\displaystyle \ f^{\prime \prime }(x)<0} llavors {\displaystyle \ f} té un màxim local a {\displaystyle \ x}.
- Si {\displaystyle \ f^{\prime \prime }(x)>0} llavors {\displaystyle \ f} té un mínim local a {\displaystyle \ x}.
- Si {\displaystyle \ f^{\prime \prime }(x)=0}, el test de la derivada segona no diu res respecte del punt {\displaystyle \ x}, un punt d'inflexió possible.

La raó per la qual la derivada segona produeix aquests resultats poden ser vistos amb una analogia de món real. Considereu un vehicle que al principi s'està movent endavant a gran velocitat, però amb una acceleració negativa. Clarament la posició del vehicle en el punt on la velocitat arriba a zero serà la màxima distància des de la posició de sortida - després d'aquest moment, la velocitat es torna negativa i el vehicle fa marxa enrere. El mateix és veritable per al mínim, amb un vehicle que al principi té una velocitat molt negativa però acceleració positiva.

## Límit
La derivada segona es pot definir amb un únic límit:
{\displaystyle f''(x)=\lim _{h\to 0}{\frac {f(x+h)-2f(x)+f(x-h)}{h^{2}}}.}
L'expressió a la dreta es pot escriure com a quocient de diferències de quocients de diferències:
{\displaystyle {\frac {f(x+h)-2f(x)+f(x-h)}{h^{2}}}={\frac {{\frac {f(x+h)-f(x)}{h}}-{\frac {f(x)-f(x-h)}{h}}}{h}}.}
Aquest límit es pot veure com a versió contínua de la segona diferència per a successions.

## Aproximació quadràtica
Igual com la derivada primera relaciona amb una aproximació lineal de la funció, la derivada segona es relaciona amb la millor aproximació quadràtica per a una funció ƒ. Aquesta és la funció quadràtica tal que les seves derivades primera i segona són les mateixes que les de ƒ en un punt donat. La fórmula per la millor aproximació quadràtica a una funció ƒ al voltant del punt x = a és
{\displaystyle f(x)\approx f(a)+f'(a)(x-a)+{\frac {1}{2}}f''(a)(x-a)^{2}.}
Aquesta aproximació quadràtica és el polinomi de Taylor de segon ordre per la funció centrada a x = a.

## Generalització a dimensions superiors

### El Hessià
La derivada segona es generalitza a dimensions superiors a través de la noció de derivades parcials segones. Per a una funció ƒ:R3 → R, aquests inclouen les tres derivades parcials de segon ordre
{\displaystyle {\frac {\partial ^{2}f}{\partial x^{2}}},\;{\frac {\partial ^{2}f}{\partial y^{2}}},{\text{ i }}{\frac {\partial ^{2}f}{\partial z^{2}}}}
and the mixed partials
i les derivades parcials creuades
{\displaystyle {\frac {\partial ^{2}f}{\partial x\,\partial y}},\;{\frac {\partial ^{2}f}{\partial x\,\partial z}},{\text{ i }}{\frac {\partial ^{2}f}{\partial y\,\partial z}}.}
Aquestes encaixen en una matriu simètrica coneguda com l'hessià. Els valors propis d'aquesta matriu es poden fer servir per implementar un test anàleg al de la segona derivada en càlcul multivariable.

### El laplacià
Una altra generalització comuna de la derivada segona és el laplacià. Aquest és l'operador diferencial {\displaystyle \nabla ^{2}} definit per
{\displaystyle \nabla ^{2}f={\frac {\partial ^{2}f}{\partial x^{2}}}+{\frac {\partial ^{2}f}{\partial y^{2}}}+{\frac {\partial ^{2}f}{\partial z^{2}}}.}
El laplacià d'una funció és igual a la divergència del gradient.

### Impreses
- Anton, Howard; Bivens, Irl; Davis, Stephen. Calculus: Early Transcendentals Single and Multivariable. 8a ed..  New York: Wiley, 2 febrer 2005. ISBN 978-0471472445.

- Apostol, Tom M. Calculus, Vol. 1: One-Variable Calculus with an Introduction to Linear Algebra. 1. 2a ed..  Wiley, juny 1967. ISBN 978-0471000051.
- Apostol, Tom M. Calculus, Vol. 2: Multi-Variable Calculus and Linear Algebra with Applications. 1. 2a ed..  Wiley, juny 1969. ISBN 978-0471000075.
- Eves, Howard. An Introduction to the History of Mathematics. 6a ed..  Brooks Cole, 2 gener 1990. ISBN 978-0030295584.
- Larson, Ron; Hostetler, Robert P.; Edwards, Bruce H. Calculus: Early Transcendental Functions. 4a ed..  Houghton Mifflin Company, 28 febrer 2006. ISBN 978-0618606245.
- Spivak, Michael. Calculus. 3a ed..  Publish or Perish, setembre 1994. ISBN 978-0914098898.
- Stewart, James. Calculus. 5a edició.  Brooks Cole, 24 desembre 2002. ISBN 978-0534393397.
- Thompson, Silvanus P. Calculus Made Easy. Revisat, Actualitzada, S'Estenia.  New York: St. Martin's Press, 8 setembre 1998. ISBN 978-0312185480.

### Llibres en línia
- Crowell, Benjamin. Calculus, 2003.
- Garrett, Paul. Notes on First-Year Calculus, 2004.
- Hussain, Faraz. Understanding Calculus, 2006.
- Keisler, H. Jerome. Elementary Calculus: An Approach Using Infinitesimals, 2000.
- Mauch, Sean. Unabridged Version of Sean's Applied Math Book, 2004 [Consulta: 10 març 2010]. Arxivat 2006-04-15 a Wayback Machine.
- Sloughter, Dan. Difference Equations to Differential Equations, 2000.
- Strang, Gilbert. Calculus, 1991.
- Stroyan, Keith D. A Brief Introduction to Infinitesimal Calculus, 1997 [Consulta: 10 març 2010].
- Wikibooks. Calculus.